# Orthopterygium huaucui
Orthopterygium huaucui là một loài thực vật có hoa trong họ Đào lộn hột. Loài này được (A. Gray) Hemsl. mô tả khoa học đầu tiên năm 1907.